# Advanced Communications Technology Satellite
Advanced Communications Technology Satellite o ACTS es un satélite de comunicaciones experimental de la NASA. Fue lanzado el 12 de septiembre de 1993 a bordo del transbordador espacial Discovery en la misión STS-51, desde donde fue eyectado a su órbita final geosincrónica, a 100 grados de longitud oeste. En agosto de 2000 la posición del satélite fue movida a 105,2 grados de lontigud oeste.
Los estudios experimentales comenzaron doce semanas tras el lanzamiento del ACTS. La carga útil estuvo funcionando las 24 horas del día, siete días a la semana, durante todo el año salvo en los momentos de equinoccio de primavera y otoño en que el satélite sufre eclipses temporales. Los experimentos continuaron hasta junio de 2000. En mayo de 2001 el Ohio Consortium for Advanced Communications Technology empezó a utilizar el ACTS con fines educativos.
El contrato para el desarrollo del bus del satélite y su integración fue concedido en agosto de 1984 a Lockheed Martin, el de la carga de comunicaciones del satélite fue concedido a TRW, el del control de la red y las estaciones de tierra a COMSAT Laboratories, el del procesador de banda base a Motorola y el de las redes de haces a Electromagnetic Sciences.

## Especificaciones
- Masa: 2767 kg